# Terror Tales of the Park III
Terror Tales of the Park III (Cuentos de Terror del Parque III en Hispanoamérica y España) es el tercero especial de Terror Tales of the Park, y es el octavo y noveno episodio de la quinta temporada de Regular Show. Es el episodio número 128 y 129, de Regular Show en general. El especial trata de que durante una fiesta de Halloween, Rigby y Musculoso cuentan historias de miedo, luego se les une Benson y este también contara una. Se estrenó el 21 de octubre del 2013. 
El éxito de este especial dio origen a dos secuelas más, "Terror Tales of the Park IV" (Temporada 6, 2014), y "Terror Tales of the Park V" (Temporada 7, 2015).

## Sinopsis
Durante una fiesta de Halloween, los trabajadores le apuestan a Thomas/Nikolai que se quede con su disfraz de pizza hasta el Día de Acción de Gracias (él cumple su promesa y se lo quita por fin en "The Thanksgiving Special"), y luego deciden contar historias de horror, con el premio de ganar caramelos. Rigby comienza la suya:

### Killer Bed (contada por Rigbone "Rigby")
Rigby compra una cama de Camas U.M.A.C,, pero en las noticias descubre que un criminal, llamada Johnny Allenwrench, fue convertido en una cama de U.M.A.C., y dicha cama es la cama de Rigby, la cual trata de matarlo. Benson convence a Allenwrench de trabajar en el Parque. Pero al día siguiente, Johnny es destruido a hachazos por Mordecai, Musculoso, Fantasmano, Skips, Thomas, y Papaleta; y Benson promueve a Rigby.

### Intermedio 1
Tras que Rigby finaliza su historia, Musculoso lo critica y decide contar la suya:

### Jacked-Up Jack-o-Lantern (contada por Mitch "Musculoso" Sorrenstein)
Musculoso, Mordecai, Rigby, y Fantasmano disfrutan reventando calabazas en el Parque. En eso, Musculoso destruye a la Sra. Espantapájaros (un espantapájaros de un campo del Parque), por lo cual el Espantapájaros Asesino (viudo de la Sra. Espantapájaros) cobra vida y convierte a Fantasmano en calabaza, luego, le hace lo mismo a Mordecai, a Rigby, y a Musculoso, y para cuando llega el Día de la Calabaza en el Parque, una Madre y su Hijo contemplan como las calabazas hablan (debido a que tras convertir en calabaza a un trabajador y destruirlo, el Espantapájaros Asesino plantó semillas de ellos en el campo).

### Intermedio 2
Tras finalizar la historia, llega Benson de hacer guardia, por lo cual decide contar una historia, porque se perdió la fiesta:

### The Previous Owner (contada por Benson Dunwoody)
Benson le cuenta a todos que la Casa de los Maellard fue embrujada hace 200 años por su propietario anterior, Jebediah Townhouse; y que ha decidido irse hasta que pase el encantamiento, pero nadie le cree y se quedan en la Casa. En la noche, a la Casa de los Maellard se la va la luz. Musculoso y Fantasmano llegan para jugar juegos de mesa, pero Townhouse los mata convirtiéndolos en brownies en el horno. Mordecai, Rigby, y Papaleta huyen, pero Papaleta cae por la lengua de Townhouse hasta su boca, muriendo en el acto. Mordo y Rig saltan desde el ático al exterior de la casa, pero Townhouse saca su brazo y se los come.

### Final
Benson gana los dulces, pero advierte que en la vida real, Townhouse le vendió la Casa al Sr. Maellard, por lo cual Townhouse cobra vida, se come a Scottie (quien estaba ahí) y luego se pone a bailar, y le desea al público, "¡Feliz Halloween!", finalizando el especial.

## Reparto de Voces
- J. G. Quintel - Mordecai, Fantasmano
- William Salyers - Rigbone "Rigby", Killurgen, Hombre, Hermano Jeff, Scottie, Jebediah Townhouse
- Sam Marin - Benson Dunwoody, Papaleta Maellard, Musculoso
- Mark Hamill - Skips Quippenger, Espantapájaros Asesino
- Roger Craig Smith - Thomas/Nikolai, Simon, Reportero de las Noticias, Hermano Willis
- Courtenay Taylor - Starla Gutsmandottir, Madre, Mujer
- Yuri Lowenthal - Adam, Niño, Tipo